# Dorothy Howell
Dorothy Gertrude Howell (* 25. Februar 1898 in Birmingham; † 12. Januar 1982 in Malvern, Worcestershire) war eine englische Komponistin und Pianistin.

## Leben und Werk
Dorothy Howell wuchs in einer musikalischen Familie auf und wurde bereits als Fünfzehnjährige an der Royal Academy of Music in London angenommen, wo sie bei John Blackwood McEwen Komposition und bei Percy Waller sowie Tobias Matthay Klavier studierte. 1919 erregte ihre im Rahmen der Promenade Concertos von Henry Wood in der Queen’s Hall zur Uraufführung gebrachte sinfonische Dichtung Lamia Aufmerksamkeit, die in derselben Saison noch vier weitere Male ins Programm genommen wurde und Howell wegen des farbigen Orchestersatzes in der Presse den Beinamen „English Strauss“ eintrug. 1921 erhielt sie für die Phantasy für Violine und Klavier den Cobbett Prize. Zu den wichtigen Kompositionen dieser Jahre zählt auch das Ballett Koong Shee (1921).
Dorothy Howell trat auch als Pianistin in Erscheinung, nicht zuletzt in der Uraufführung ihres eigenen Klavierkonzerts d-Moll 1923; etliche ihrer Werke sind dem Klavier gewidmet. 1928 entstand die Ouvertüre The Rock, inspiriert durch eine Reise nach Gibraltar. Die geplante Uraufführung ihrer Divertissements im Rahmen der Proms 1940 fiel dem Bombardement der Queen’s Hall zum Opfer und konnte erst 10 Jahre später nachgeholt werden. Die späteren, vielfach geistlichen Werke bevorzugen kleine Besetzungen (Klavier, Gesang, Kammerensemble).
Von 1924 bis 1970 hatte Howell eine Professur für Harmonielehre und Kontrapunkt an der Royal Academy inne. 1962 wurde das Lehrwerk Keyboard Work for Harmony Students gedruckt. 1971 wurde sie zum Mitglied der Royal Philharmonic Society gewählt.

## Einzelnachweis
1. ↑  Matt Lloyd: The lost archive of our own Strauss, Dorothy Howell. Birmingham Post, 27. August 2010